# Albert Mangonès

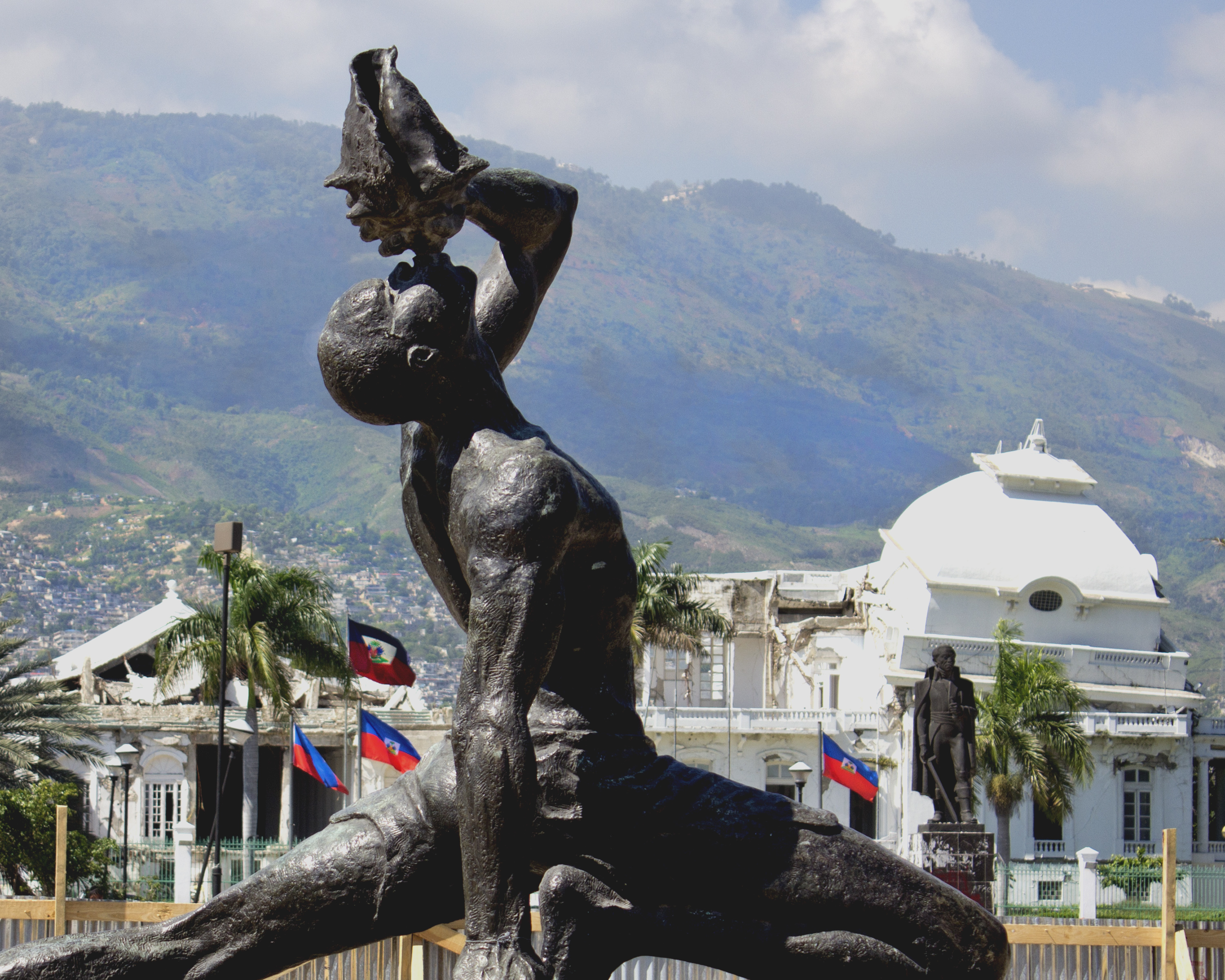
Sculpture intitulée en créole Le Nèg mawon (en français Le Marron Inconnu) d'Albert Mangonès

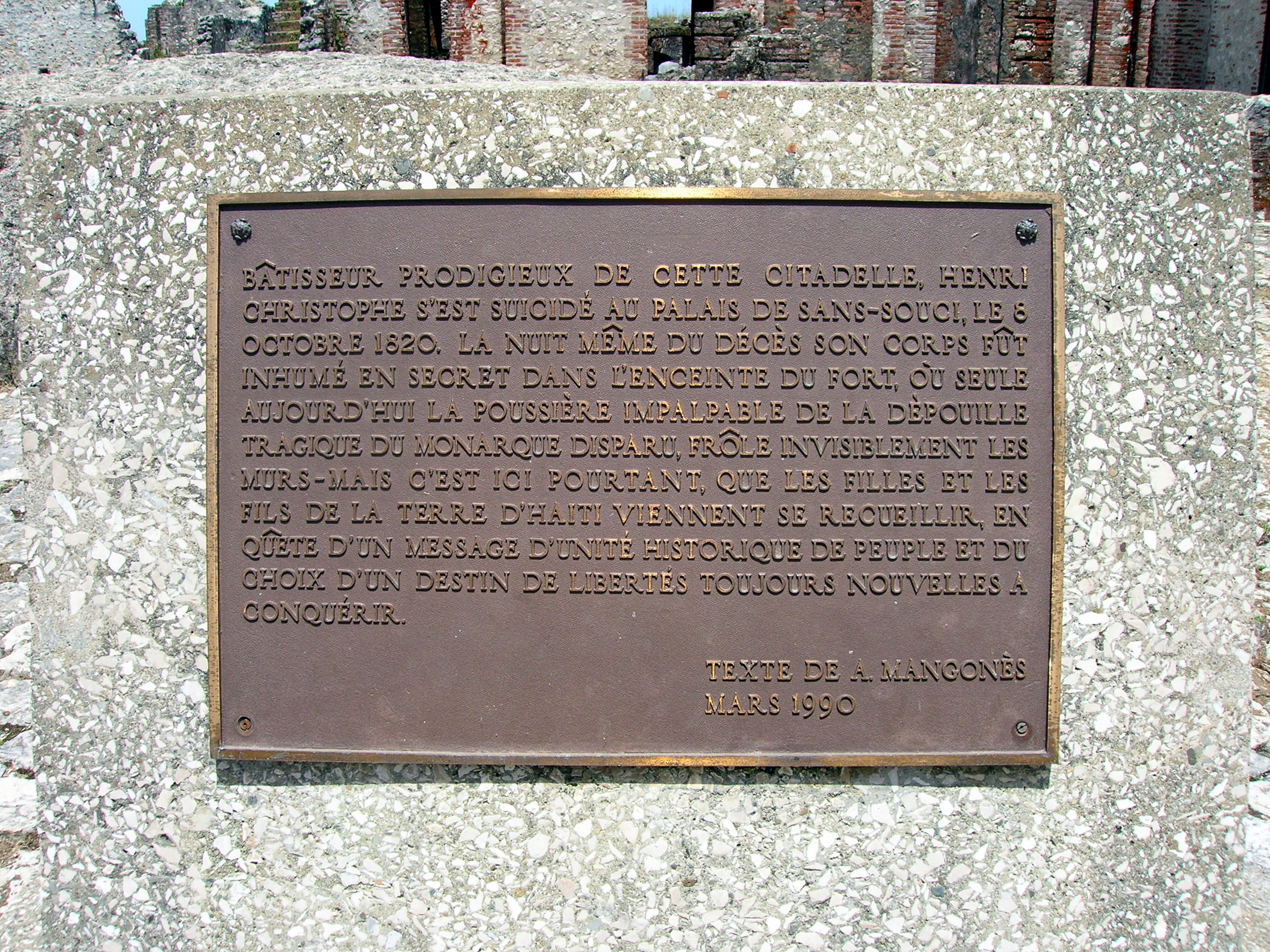
La citadelle La Ferrière, près de Milot en Haïti : texte de Albert Mangonès sur la plaque commémorant la mort d’Henri Christophe.

Albert Mangonès, né le 26 mars 1917 à Port-au-Prince, mort le 25 avril 2002 dans la même ville, est un architecte et sculpteur haïtien.

## Biographie
Né en 1917, formé à l’Académie royale des beaux-arts de Bruxelles et à l’université Cornell de New York (études d’architecture entre 1939 et 1942), Albert Mangonès est en 1944 parmi les fondateurs du Centre d'art de Port-au-Prince, qui joue un rôle important dans la découverte des peintres populaires d'Haïti.
En 1968, Mangonès est l’auteur d’une sculpture emblématique de l’histoire d’Haïti : le monument au Marron inconnu (le Nèg mawon, en créole).
Albert Mangonès est l’un des pionniers de la sauvegarde du patrimoine monumental en Haïti. À ce titre, il crée en 1972 le « Service de Conservation des Monuments et Sites Historiques », remplacé en 1979 par un nouvel organisme, l'Institut de sauvegarde du patrimoine national (ISPAN). 
Il participe aux travaux de restauration de la citadelle La Ferrière, et du parc national historique incluant le palais de Sans-Souci et le site de Ramiers, dans le Nord d’Haïti, classés au Patrimoine mondial par l’Unesco.
En 1989, l'administration postale des Nations unies met en vente, une série de timbres consacrées à la déclaration universelle des droits de l'homme, utilisant des œuvres de José Clemente Orozco, Vassily Kandinsky, Mary Cassatt, Käthe Kollwitz, Raphaël, mais aussi d'Albert Mangones.
Il meurt en 2002, à 85 ans,.